# Manuel Santos Estevens
Manuel Santos Estevens (1913 - 2001) foi o director da Biblioteca Nacional de Portugal durante mais de duas décadas, de 1950 até ao 25 de Abril de 1974.

## Biblioteca Nacional de Portugal
Foi durante a sua direcção que a Biblioteca Nacional de Portugal mudou de instalações, em 1952, para o actual edifício no Campo Grande.